# Colisée de Rimouski
Colisée de Rimouski je hokejový stadion ve městě Rimouski v kanadské provincii Québec. Je domovskou arénou týmu Océanic de Rimouski, účastníka QMJHL. V roce 2008 prošel rozsáhlou rekonstrukcí a v témže roce byl místem udílení ocenění Memorial Cup. V roce 2003 byl místem konání Subway Super Series, každoročního setkání nadějí kanadského a ruského hokeje. Tato aréna je také místem, kde se konají koncerty a společenské akce.